# Raivo Tamm
Raivo Tamm – estoński kierowca wyścigowy.

## Biografia
W 2005 roku ścigał się w Rosyjskiej Formule 1600, zdobywając dwa punkty i zajmując trzynaste miejsce w klasyfikacji końcowej. W tym samym roku zadebiutował Dallarą w Formule Baltic. Zdobył wówczas wicemistrzostwo serii, a taki sam wynik osiągnął rok później. W 2007 roku zadebiutował w Fińskiej Formule 3. W klasyfikacji generalnej zajął wówczas siódme miejsce, natomiast rok później był dziesiąty. W latach 2008–2009 rywalizował także w edycji austriackiej. W 2010 roku był siódmy w serii Nordic Formula 3 Masters. Po rozwiązaniu tej serii rywalizował okazyjnie w serii V8 Thunder. W 2018 roku zadebiutował Porsche w serii Baltic Touring Car Championship. Rok później został mistrzem w klasie BGT Pro z przewagą trzech punktów nad Artursem Bartraksem.
Był menadżerem Kevina Korjusa.

## Wyniki
| Legenda oznaczeń w tabelach wyników Wyświetl szablon na nowej stronie | Legenda oznaczeń w tabelach wyników Wyświetl szablon na nowej stronie                                                                     |
| Oznaczenie                                                            | Wyjaśnienie |
| --------------------------------------------------------------------- | --- |
| Złoty                                                                 | Zwycięzca lub mistrzostwo |
| Srebrny                                                               | 2. miejsce lub wicemistrzostwo |
| Brązowy                                                               | 3. miejsce lub II wicemistrzostwo |
| Zielony                                                               | Ukończył, punktował (w klasyfikacji generalnej, gdy zdobył co najmniej jeden punkt na przestrzeni sezonu, poza trzema powyższymi opcjami) |
| Niebieski                                                             | Ukończył, nie punktował (w klasyfikacji generalnej, gdy nie zdobył co najmniej jednego punktu na przestrzeni sezonu)                      |
| Czerwony                                                              | Nie zakwalifikował się (NZ) |
| Czerwony                                                              | Nie prekwalifikował się (NPK) |
| Różowy                                                                | Nie ukończył (NU) |
| Różowy                                                                | Niesklasyfikowany (NS) (w klasyfikacji generalnej, gdy nie został sklasyfikowany w żadnym wyścigu sezonu)                                 |
| Czarny                                                                | Zdyskwalifikowany (DK) |
| Czarny                                                                | Wykluczony (WYK/EX) |
| Biały                                                                 | Nie wystartował (NW) |
| Biały                                                                 | Kontuzjowany (K/INJ) |
| Biały                                                                 | Wyścig odwołany (OD/C) |
| Bez koloru                                                            | Został wycofany (WYC/WD) |
| Bez koloru                                                            | Nie przybył (NP/DNA) |
| Bez koloru                                                            | Nie brał udziału w treningach (NT/DNP) |
| Bez koloru                                                            | Nie został zgłoszony (–) |
| Pogrubienie                                                           | Start z pole position |
| Kursywa                                                               | Najszybsze okrążenie wyścigu |
| †                                                                     | Nie ukończył, ale jego rezultat został zaliczony ze względu na przejechanie więcej niż 90% dystansu wyścigu.                              |
| *                                                                     | Sezon w trakcie |
| 1/2/3                                                                 | Punktowana pozycja w sprincie kwalifikacyjnym                                                                                             |
| Lista systemów punktacji Formuły 1                                    | |

### Formuła Baltic
| Rok  | Zespół | Samochód     | Silnik     | Wyniki w poszczególnych eliminacjach | Wyniki w poszczególnych eliminacjach | Wyniki w poszczególnych eliminacjach | Wyniki w poszczególnych eliminacjach | Wyniki w poszczególnych eliminacjach | Wyniki w poszczególnych eliminacjach | Wyniki w poszczególnych eliminacjach | Wyniki w poszczególnych eliminacjach | Wyniki w poszczególnych eliminacjach | Wyniki w poszczególnych eliminacjach | Wyniki w poszczególnych eliminacjach | Wyniki w poszczególnych eliminacjach | Wyniki w poszczególnych eliminacjach | Wyniki w poszczególnych eliminacjach | Wyniki w poszczególnych eliminacjach | Wyniki w poszczególnych eliminacjach | Pkt.  | Msc. |
| ---- | ------ | ------------ | ---------- | ------------------------------------ | ------------------------------------ | ------------------------------------ | ------------------------------------ | ------------------------------------ | ------------------------------------ | ------------------------------------ | ------------------------------------ | ------------------------------------ | ------------------------------------ | ------------------------------------ | ------------------------------------ | ------------------------------------ | ------------------------------------ | ------------------------------------ | ------------------------------------ | ----- | ---- |
| 2005 |        |              |            | Łotwa                                | Łotwa                                | Litwa                                | Litwa                                | Estonia                              | Estonia                              | Estonia                              | Estonia                              | Estonia                              | Estonia                              | Łotwa                                | Łotwa                                | Finlandia                            | Finlandia                            | Litwa                                | Litwa                                | 199   | 2    |
| 2005 |        | Dallara F394 | Volkswagen | 2                                    | DK                                   | 2                                    | 1                                    | NU                                   | 8                                    | 9                                    | NU                                   | 2                                    | 2                                    | 5                                    | 5                                    | 9                                    | NU                                   | 2                                    | 2                                    | 199   | 2    |
| 2006 |        |              |            | Łotwa                                | Łotwa                                | Estonia                              | Estonia                              | Litwa                                | Litwa                                | Estonia                              | Estonia                              | Estonia                              | Łotwa                                | Łotwa                                | Finlandia                            | Finlandia                            | Litwa                                | Litwa                                |                                      | 225,5 | 2    |
| 2006 |        | Dallara F399 |            | 6                                    | 2                                    | 5                                    | 11                                   | 4                                    | NW                                   | 4                                    | 2                                    | 5                                    | 2                                    | 5                                    | 12                                   | 8                                    | 2                                    | 2                                    |                                      | 225,5 | 2    |

### Austriacka Formuła 3
| Rok  | Zespół         | Samochód     | Silnik | Wyniki w poszczególnych eliminacjach | Wyniki w poszczególnych eliminacjach | Wyniki w poszczególnych eliminacjach | Wyniki w poszczególnych eliminacjach | Wyniki w poszczególnych eliminacjach | Wyniki w poszczególnych eliminacjach | Wyniki w poszczególnych eliminacjach | Wyniki w poszczególnych eliminacjach | Wyniki w poszczególnych eliminacjach | Wyniki w poszczególnych eliminacjach | Wyniki w poszczególnych eliminacjach | Wyniki w poszczególnych eliminacjach | Pkt. | Msc. |
| ---- | -------------- | ------------ | ------ | ------------------------------------ | ------------------------------------ | ------------------------------------ | ------------------------------------ | ------------------------------------ | ------------------------------------ | ------------------------------------ | ------------------------------------ | ------------------------------------ | ------------------------------------ | ------------------------------------ | ------------------------------------ | ---- | ---- |
| 2008 |                |              |        | Czechy                               | Czechy                               | Niemcy                               | Niemcy                               | Niemcy                               | Niemcy                               | Czechy                               | Czechy                               | Austria                              | Austria                              | Niemcy                               | Niemcy                               | 9    | 15   |
| 2008 | TT Racing Team | Dallara F304 | Opel   | -                                    | -                                    | -                                    | -                                    | -                                    | -                                    | -                                    | -                                    | -                                    | -                                    | 6                                    | 3                                    | 9    | 15   |
| 2009 |                |              |        | Niemcy                               | Niemcy                               | Niemcy                               | Niemcy                               | Niemcy                               | Niemcy                               | Węgry                                | Węgry                                | Austria                              | Austria                              | Niemcy                               | Niemcy                               | 16   | 9    |
| 2009 | TT Racing Team | Dallara F304 | Opel   | 2                                    | 2                                    | -                                    | -                                    | -                                    | -                                    | -                                    | -                                    | -                                    | -                                    | -                                    | -                                    | 16   | 9    |

### Fińska Formuła 3
| Rok  | Zespół                    | Samochód     | Silnik | Wyniki w poszczególnych eliminacjach | Wyniki w poszczególnych eliminacjach | Wyniki w poszczególnych eliminacjach | Wyniki w poszczególnych eliminacjach | Wyniki w poszczególnych eliminacjach | Wyniki w poszczególnych eliminacjach | Wyniki w poszczególnych eliminacjach | Wyniki w poszczególnych eliminacjach | Wyniki w poszczególnych eliminacjach | Wyniki w poszczególnych eliminacjach | Wyniki w poszczególnych eliminacjach | Wyniki w poszczególnych eliminacjach | Pkt. | Msc. |
| ---- | ------------------------- | ------------ | ------ | ------------------------------------ | ------------------------------------ | ------------------------------------ | ------------------------------------ | ------------------------------------ | ------------------------------------ | ------------------------------------ | ------------------------------------ | ------------------------------------ | ------------------------------------ | ------------------------------------ | ------------------------------------ | ---- | ---- |
| 2007 |                           |              |        | Finlandia                            | Finlandia                            | Estonia                              | Estonia                              | Finlandia                            | Finlandia                            | Estonia                              | Estonia                              | Finlandia                            | Finlandia                            | Finlandia                            | Finlandia                            | 100  | 7    |
| 2007 | Koiranen Bros. Motorsport | Dallara F304 | Opel   | 5                                    | 6                                    | 6                                    | 4                                    | 5                                    | NU                                   | 4                                    | 5                                    | 12                                   | NU                                   | 5                                    | 5                                    | 100  | 7    |
| 2008 |                           |              |        | Finlandia                            | Finlandia                            | Finlandia                            | Finlandia                            | Finlandia                            | Estonia                              | Estonia                              | Finlandia                            | Finlandia                            | Finlandia                            | Finlandia                            | Finlandia                            | 36   | 10   |
| 2008 | TT Racing Team            | Dallara F304 | Opel   | -                                    | -                                    | -                                    | -                                    | -                                    | 7                                    | 10                                   | 5                                    | 7                                    | -                                    | -                                    | -                                    | 36   | 10   |
| 2010 |                           |              |        | Finlandia                            | Finlandia                            | Finlandia                            | Finlandia                            | Estonia                              | Estonia                              | Finlandia                            | Finlandia                            |                                      |                                      |                                      |                                      | 41   | 7    |
| 2010 | TT Racing Team            | Dallara F304 | Opel   | -                                    | -                                    | -                                    | -                                    | 1                                    | 3                                    | -                                    | -                                    |                                      |                                      |                                      |                                      | 41   | 7    |